# Acordulecera pupula
Acordulecera pupula – gatunek błonkówki z rodziny Pergidae.

## Taksonomia
Gatunek ten został opisany w 1903 roku przez Friedricha Konowa pod nazwą Acorduleceros pupulus. Jako miejsce typowe podano Marcapata w Regionie Cuzco w Peru. Syntypem był samiec. 

## Zasięg występowania
Ameryka Południowa, znany jedynie z Peru.